# تپه اطراف شهر سوخته ۳۰۳
تپه اطراف شهر سوخته شماهر ۳۰۳ در شهرستان زابل، بخش شیب آب، دهستان لوتک، روستای حومه شهر سوخته، ۱۶/۴۷۰ کیلومتری جنوب پایگاه باستان‌شناسی شهر سوخته واقع شده و این اثر در تاریخ ۲۳ بهمن ۱۳۸۵ با شمارهٔ ثبت ۱۷۲۹۳ به‌عنوان یکی از آثار ملی ایران به ثبت رسیده‌است.